# 18 d'octubre
El 18 d'octubre és el dos-cents noranta-unè dia de l'any del calendari gregorià i el dos-cents noranta-dosè en els anys de traspàs. Queden 74 dies per finalitzar l'any.

## Esdeveniments
Països Catalans
- 1393 - Barcelona: Fundació del monestir de Sant Jeroni de la vall d'Hebron.[1]
- 1971 - Barcelona: a causa dels trets de la policia mor el treballador Antonio Ruiz Villalba durant la repressió de la vaga a la factoria SEAT de la Zona Franca.
- 2009 - Catalunya: primera emissió del Canal Super3, en substitució del K3.
- 2019 - Catalunya: vaga general com a resposta a la sentència del judici al procés independentista.
- 2020 - Barcelona: Protesta de la comunitat armènia contra la agressió turca-azerbaidjanesa davant de la delegació del Govern d'Espanya.[2]

Resta del món
- 1813 - Leipzig (Saxònia): l'exèrcit aliat de la Sisena Coalició va véncer la batalla de les Nacions contra l'exèrcit napoleònic durant les guerres Napoleòniques.
- 1820 - Estats Units: Tractat de Doak's Stand amb els choctaws.
- 1851 - Nova York (Estats Units): es publica Moby Dick, novel·la de Herman Melville.
- 1865 - Leipzig: Creació de l'Associació General de Dones Alemanyes (ADF) primera associació de dones a Alemanya, que reclamava educació i drets laborals.[3]
- 1685 - Fontainebleau: promulgació de l'Edicte de Fontainebleau per Lluís XIV de França, revocant l'Edicte de Nantes
- 1748 - Aquisgrà (Sacre Imperi Romanogermànic): signatura del Tractat d'Aquisgrà que representa el final de la Guerra de Successió Austríaca.
- 1922 - Londres: es funda la BBC.
- 1989
  - Berlín Oriental (RDA): Erich Honecker dimiteix dels seus càrrecs. El 9 de novembre caurà el mur de Berlín.
  - Centre espacial John F. Kennedy, Florida (EUA): llançament de la sonda Galileo per l'exploració del planeta Júpiter i els seus satèl·lits.
- 1997 - S'inaugura el Museu Guggenheim de Bilbao.
- 2020
  - Conflicte de l'Alt Karabakh de 2020: Armènia i Azerbaidjan acorden, de nou, un alto el foc per raons humanitàries.[4]
  - Iran: Aixecament de l'embargament d'armes de 13 anys al país per part de les Nacions Unides (resolució 2231).[5]
  - Xipre del Nord: a la segona volta de les eleccions presidencials guanya, per sorpresa, el candidat del partit de dreta nacionalista turca, Ersin Tatar.[6]

## Naixements
Països Catalans
- 1817 - Calella: Tomàs Sivilla i Gener, bisbe i jurista català.
- 1878 - Barcelona: Miquel Llobet i Solés, compositor i guitarrista català (m. 1938).
- 1935 - Barcelona: Jordi Cervelló i Garriga, violinista i compositor català (m. 2022).
- 1936 - València: Joan Monleon, actor, cantant i presentador de ràdio i televisió valencià.
- 1946 - Alfafar: Mercé Viana Martínez, escriptora i pedagoga valenciana.[7]
- 1959 - Terrassa: Lluís Puig i Gordi, activista cultural i polític.
- 1970 - L'Hospitalet de Llobregat, Barcelonès: Marc Recha i Batallé, guionista i director de cinema català.

Resta del món
- 1130 - Fujian (Xina): Zhu Xi, filòsof i erudit xinès (m. 1200).
- 1569 - Nàpols (Itàlia): Giambattista Marino, poeta italià barroc (m. 1625).
- 1634 - Nàpols, Itàlia: Luca Giordano, pintor barroc italià (m. 1705).[8]
- 1824 - Cabra, Còrdova (Andalusia): Juan Valera y Alcalá Galiano, diplomàtic, polític i escriptor andalús (m. 1905).
- 1850 - Ferrol (Galícia): Pablo Iglesias Posse, socialista espanyol, fundador del Partit Socialista Obrer Espanyol i la Unió General de Treballadors (m. 1925).
- 1859 - París, França: Henri Louis Bergson, escriptor, filòsof i professor universitari francès guardonat amb el Premi Nobel de Literatura l'any 1927.
- 1897 - Washington D.C. (EUA): Isabel Briggs Myers, escriptora nord-americana, cocreadora de la teoria psicològica MBTI, juntament amb la seva mare Katharine Cook Briggs (m. 1980).[9]
- 1916 - Estocolm: Rut Bryk, artista finlandesa, pionera de l'art ceràmic modern (m. 1999).[10]
- 1919 - Mont-real, Quebec (Canadà): Pierre Trudeau, polític quebequès que fou dos cops Primer ministre del Canadà (m. 2000).[11]
- 1920 - Atenes, Grècia: Melina Merkuri, actriu, cantant i política grega.
- 1926 - Saint Louis, Missouri (EUA): Chuck Berry, compositor, intèrpret i guitarrista afroamericà de rock and roll (m. 2017).[12]
- 1927 - Wise, Virgínia, (EUA): George C. Scott, actor, director de cinema i productor estatunidenc (m. 1999).[13]
- 1929 - Rivas: Violeta Chamorro, política i periodista nicaragüenca, que fou presidenta de Nicaragua (m. 2025).[14]
- 1946 - Toronto (Canadà): Howard Shore, compositor de cinema canadenc guanyador de tres Oscars per la trilogia de El Senyor dels Anells.
- 1956
  - Praga (Txecoslovàquia): Martina Navrátilová, tennista txecoslovaca nacionalitzada estatunidenca que va guanyar 18 títols de Grand Slam en individuals i 40 en dobles.
  - Suresnes (França): Luc Lang, escriptor francès. Premi Médicis de l'any 2019.[15]
- 1961 - Nova Orleans, Louisiana, EUA: Wynton Marsalis, trompetista de jazz, fill d'Ellis Marsalis.[16]
- 1974 - Sevilla: Susana Díaz, política andalusa, que fou presidenta de la Junta.[17]
- 1987 - San Luis Obispo, Califòrnia (EUA): Zac Efron, actor i cantant estatunidenc de cinema i televisió.

## Necrològiques
Països Catalans
- 1665, Barcelona: Pràxedis de Rocabertí Safortesa, noble i pedagoga catalana[18]
- 1916, Godella, l'Horta Nord: Ignasi Pinazo i Camarlench, pintor valencià impressionista
- 1918, Barcelona: Lluïsa Vidal i Puig, pintora catalana[19]
- 1949, Montevideo: Enriqueta Compte y Riqué, mestra uruguaiano-catalana, fundadora del primer Jardí d'Infants de Sud-amèrica [20]
- 1990: 
  - Caldes de Montbui: Gato Pérez, músic català d'origen argentí que destacà especialment en la rumba catalana.[21]
  - Sant Andreu de Palomar, Barcelona: Antònia Pich i Santasusana, pianista, violinista, professora[22]
- 1998, Barcelona: Carles Ferrer i Salat, economista, esportista i dirigent esportiu català

Resta del món
- 1541, Castell de Methven, Perthshire, Escòcia: Margarida Tudor, va ser la més gran de les dues filles supervivents del rei Enric VII d'Anglaterra i d'Isabel de York, i la germana gran d'Enric VIII[23]
- 1802, París: Sophie Arnould, soprano dramàtica francesa, la més famosa de la seva època[24]
- 1865, Brocket Hall, Hertfordshire, Anglaterra: Henry John Temple, tercer Vescomte de Palmerston, també conegut com a Lord Palmerston o simplement com a Henry Temple va ser un polític britànic que va ocupar el càrrec de Primer Ministre del Regne Unit.[25]

- 1871, Londres, Anglaterra: Charles Babbage, matemàtic i precursor de la informàtica anglès[26]
- 1889, Staten Island, Nova York, EUA: Antonio Meucci, que va inventar el telèfon el 1854 tot i que Alexander Graham Bell el va patentar[27]
- 1922, la Haia, Països Baixos: Suze Robertson, pintora neerlandesa[28]
- 1931, West Orange, Nova Jersey, EUA: Thomas Alva Edison, físic i prolífic inventor estatunidenc[29]
- 1955, Madrid, Espanya: José Ortega y Gasset, filòsof espanyol
- 1973, Lo Canet: Margaret Anderson, fundadora, editora i redactora de la revista d'art i literatura The Little Review [30]
- 2008, Shangyu, Zheijiang, Xina: Xie Jin, actor, guionista i director de cinema xinès [31]
- 2021, Bethesda, Maryland, EUA: Colin Powell, militar i polític. Va ser secretari d'Estat amb el govern de George W. Bush[32]

## Festes i commemoracions
- Santoral: sant Lluc (evangelista); Pere d'Alcántara, frare; Dídim el Cec (només a l'Església ortodoxa); Euda del Rosselló, santa popular; a l'Església Ortodoxa: Pere de Cetinje, metropolità.